# پایگاه هوایی و فرودگاه مورون
پایگاه هوایی و فرودگاه مورون (به انگلیسی: Morón Airport and Air Base) (به زبان بومی: Aeropuerto de Morón y Base Aérea) یک فرودگاه همگانی و نظامی با کد یاتا MOR است که یک باند فرود آسفالت دارد و طول باند آن ۲۸۵۰ متر است. این فرودگاه در شهر مورون کشور آرژانتین قرار دارد و در ارتفاع ۲۹ متری از سطح دریا واقع شده‌است.